# Сухий док

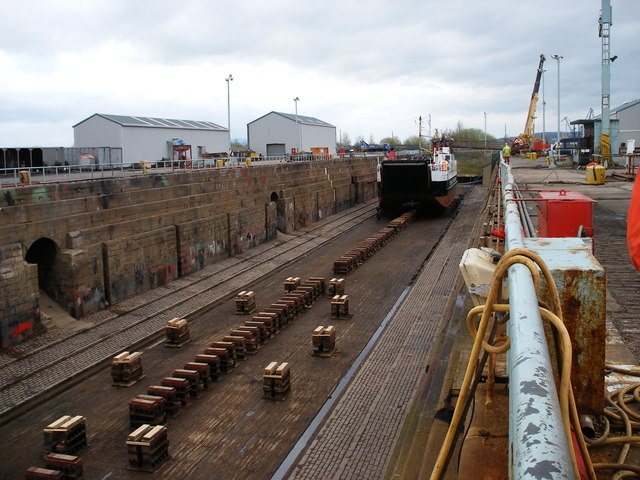
Сухий док. На дні встановлені кільблоки

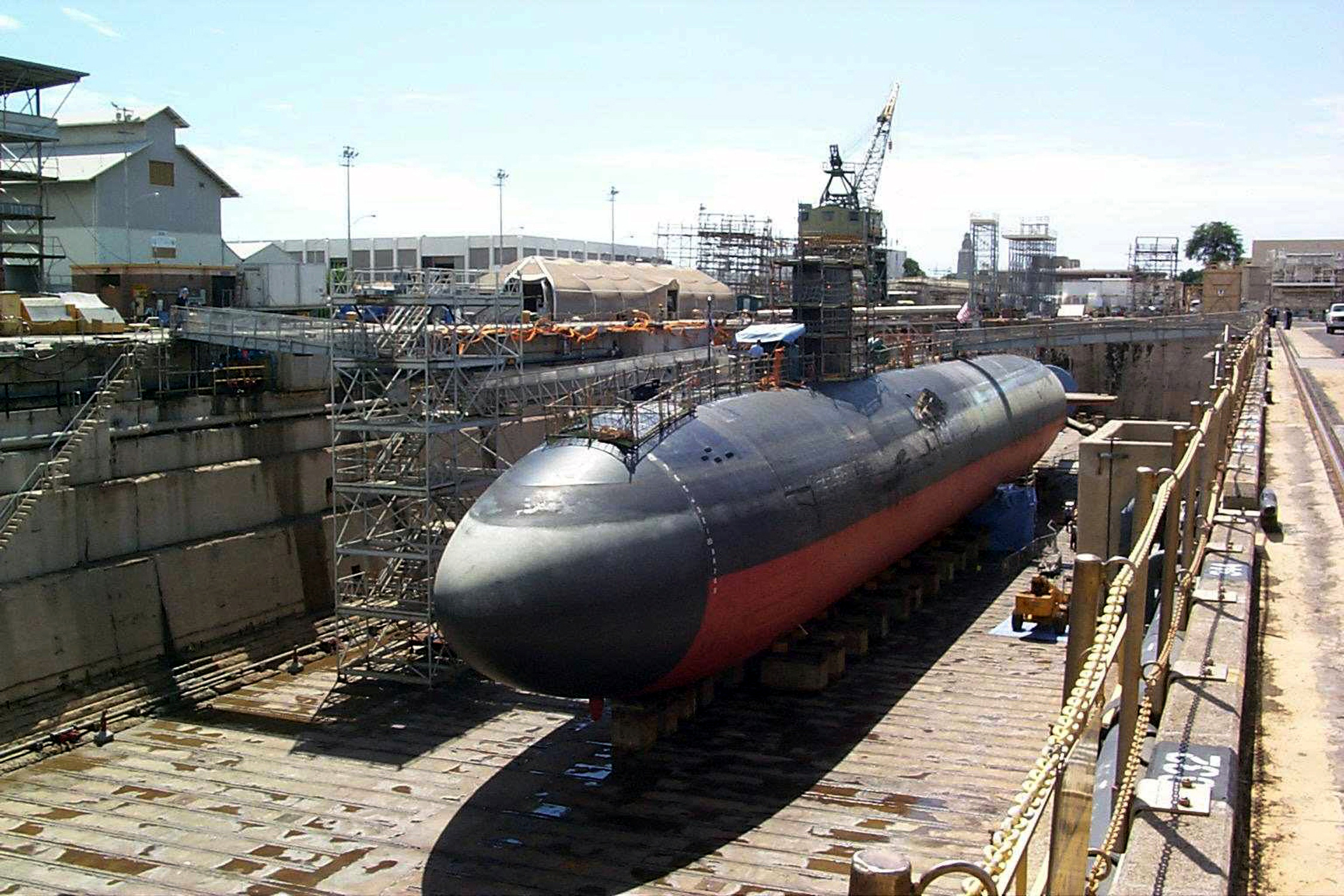
Підводний човен ВМС США в сухому доку

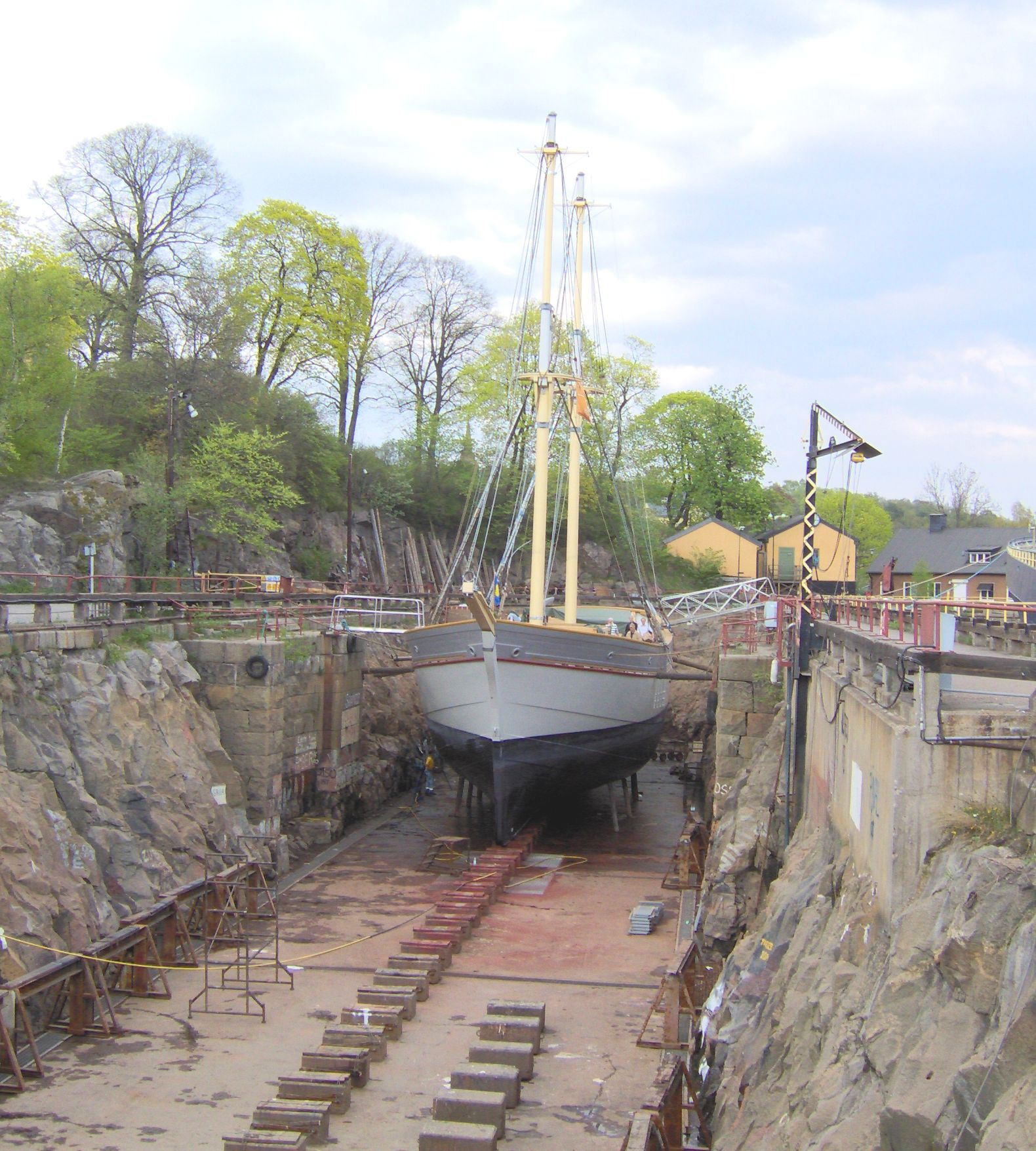
Бриг «Стокгольм» в одному з історичних сухих доків у центрі Стокгольма

Сухий док — різновид стаціонарного доку, в якому судно для докування встановлюється нижче від рівня прилеглої акваторії. Становить собою спеціальну споруду — басейн, відділений від акваторії водонепроникним затвором — батопортом, з можливістю відкачування води.
Для введення судна в док рівень води в ньому порівнюється з акваторією, батопорт відкривається, судно за допомогою лебідок вводиться, встановлюється в призначену позицію і вирівнюється над приготованими опорами. Зсув убік від опори може викликати небезпечні деформації при посадці судна. Після вирівнювання батопорт закривається і вода з камери відкачується помпами.
Для виведення док заповнюється природним шляхом з акваторії і судно спливає. Коли рівень води в доку порівнюється з рівнем акваторії, батопорт відкривається, дозволяючи вихід судна з доку.
Сухий док — історично найдавніший вид доку. Найбільші з сучасних сухих доків дозволяють докування суден завдовжки понад 500 м, насамперед — супертанкерів.
Камера сухого доку найчастіше залізобетонна, хоча зустрічаються кам'яні, а історично — і дерев'яні конструкції. Дно має опори: кільблоки та інші, які надають можливість установлювати судно при докуванні. Стінки доку пристосовані для доступу робітників до корпусу судна, насамперед у підводній частині, можуть мати ступінчасту форму або забезпечуються риштуванням. Доки мають спеціальне механічне обладнанням, в тому числі — підйомні крани, лебідки, помпи, осушувальні системи тощо.